# Санта-Еуженія-де-Ріу-Кову
Санта-Еуженія-де-Ріу-Кову (порт. Santa Eugénia de Rio Covo; МФА: [ˈsɐ̃.tɐ iw.ˈgɛ.ni.ɐ dɨ ˈʁi.u ˈko.vu]) — парафія в Португалії, у муніципалітеті Барселуш. Розташована в північно-західній частині країни, на теренах історичної португальської провінції Дору-Міню. Входить до складу округу Брага. За адміністративним поділом, чинним до 1976 року, терени парафії були складовою провінції Міню. Належить до Бразької архідіоцезії Католицької церкви. Патрон — свята Євгенія. Площа — 3,1341 км². Населення — 1483 ос. (2011). Середньо урбанізований регіон. Густота населення — 473,18 осіб/км²
. Код — 030265.

## Назва
- Ріу-Кову (Санта-Еуженія) (порт. Rio Covo (Santa Eugénia)) — офіційна назва[5].

## Населення
| Кількість мешканців | Кількість мешканців | Кількість мешканців | Кількість мешканців | Кількість мешканців | Кількість мешканців | Кількість мешканців | Кількість мешканців | Кількість мешканців | Кількість мешканців | Кількість мешканців | Кількість мешканців | Кількість мешканців | Кількість мешканців | Кількість мешканців |
| ------------------- | ------------------- | ------------------- | ------------------- | ------------------- | ------------------- | ------------------- | ------------------- | ------------------- | ------------------- | ------------------- | ------------------- | ------------------- | ------------------- | ------------------- |
| 1864                | 1878                | 1890                | 1900                | 1911                | 1920                | 1930                | 1940                | 1950                | 1960                | 1970                | 1981                | 1991                | 2001                | 2011                |
| 308                 | 316                 | 313                 | 347                 | 379                 | 351                 | 480                 | 677                 | 727                 | 894                 | 1 217               | 1 370               | 1 424               | 1 399               | 1 483               |